# Великий формат

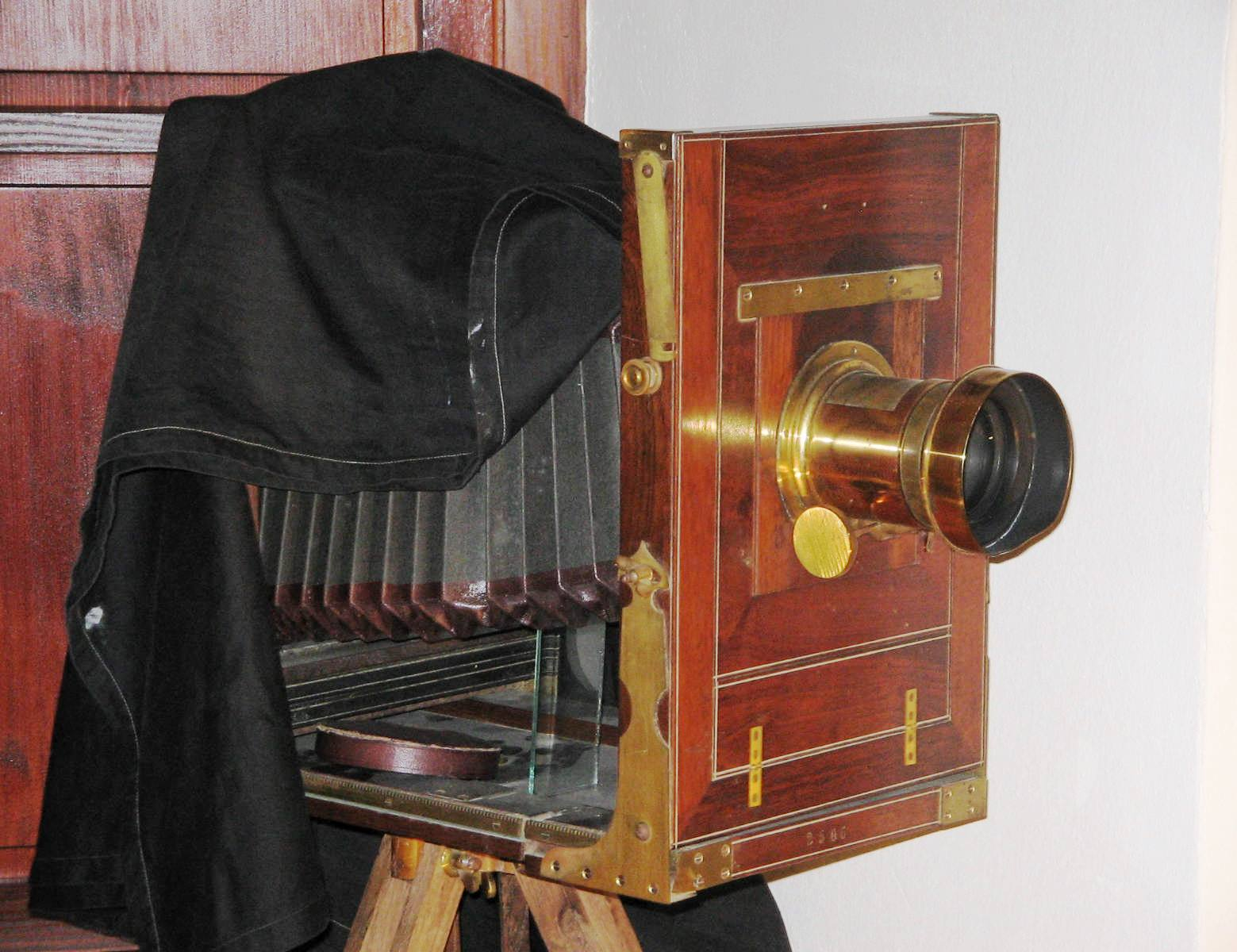
Стара студійна камера

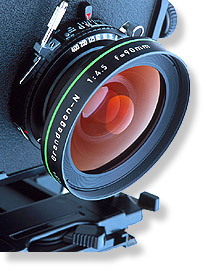
Об'єктив і кріплення широкоформатної камери

Порівняння 35 мм, середнього формату та великого формату

Великим форматом вважається формат зображення 9 см × 12 см (3,5 дюйм × 4,7 дюйм) або більший. Великий формат більший за «середній формат», 6 см × 6 см (2,4 дюйм × 2,4 дюйм) або 6 см × 9 см (2,4 дюйм × 3,5 дюйм) розміру камер Hasselblad, Mamiya, Rollei, Kowa та Pentax (з використанням 120- та 220-рулонної плівки), і набагато більший, ніж 24 мм × 36 мм (0,94 дюйм × 1,42 дюйм) кадр формату 35 мм.
Основною перевагою великого формату, плівкового чи цифрового, є вища роздільна здатність за однакового кроку пікселів або така сама роздільна здатність із більшими пікселями чи зернистістю, що дозволяє кожному пікселю вловлювати більше світла, уможливлюючи добрі знімки при слабкому освітленні. 4×5 дюймове зображення (12,903 мм²) має приблизно у 15 разів більшу площу, а отже, у 15 разів більшу загальну роздільну здатність, ніж 35 мм кадр (864 мм²).
Широкоформатні фотоапарати були одними з найперших фотографічних пристроїв, і до того, як збільшувачі стали поширеними, було нормально робити контактні відбитки 1:1 із негативу 4×5, 5×7 або 8×10 дюймів.

## Формати
Найпоширенішим великим форматом є 4×5 дюймів (10,2x12,7 см), який був розміром звичайних камер, які використовувалися в 1830-1950-х роках, як-от Graflex Speed Graphic і Crown Graphic, серед інших. Менш поширені формати включають чверть пластини (3,25x4,25 дюймів (8,3x10,8) см)), 5×7 дюймів (12,7x17,8 см) і 8×10 дюймів (20×25 см); розмір багатьох старих фотоапаратів Kodak 1920-х років (різні версії камер Kodak 1, 2 і 3 і Master View, а також багато пізніших монорейкових студійних камер Sinar) становить 11×14 дюймів (28x36). см), 16×20 дюймів (41x51 см), 20×24 дюйми (51x61 см), різні панорамні або «бенкетні» формати (наприклад, 4×10 і 8×20 дюймів (10x25 і 20x51). см) і метричні формати, включаючи 9×12 см, 10×13 см і 13×18 см і різні старі та поточні формати аерофотознімків 9×9 дюймів, 9×18 дюймів (K17, K18, K19, K22 тощо), використовуючи рулонну плівку шириною 4, 5, 6, 7, 9 або 10 дюймів або, оглядові камери (включаючи камери-обскури), репродукційні/процесорні камери та рентгенівські плівки.
Формати, що перевищують 8 × 10 дюймів, часто називають надвеликим форматом (ULF) і можуть бути 11 × 14, 16 × 20 або 20 × 24 дюймів або за найбільшим доступним розміром плівки, пластин або камер. Багато великих форматів (наприклад, 24 × 24, 36 × 36 і 48 × 48 дюймів) є горизонтальними камерами, призначеними для виготовлення великих негативів для контактного друку на друкарських формах.
Однією з найбільш широко використовуваних миттєвих камер є Фотоапарат Polaroid 20×24; його можна взяти напрокат у агентів Polaroid у різних країнах. Багато відомих фотографів використовували 107-кілограмове колісне шасі Polaroid.

## Параметри

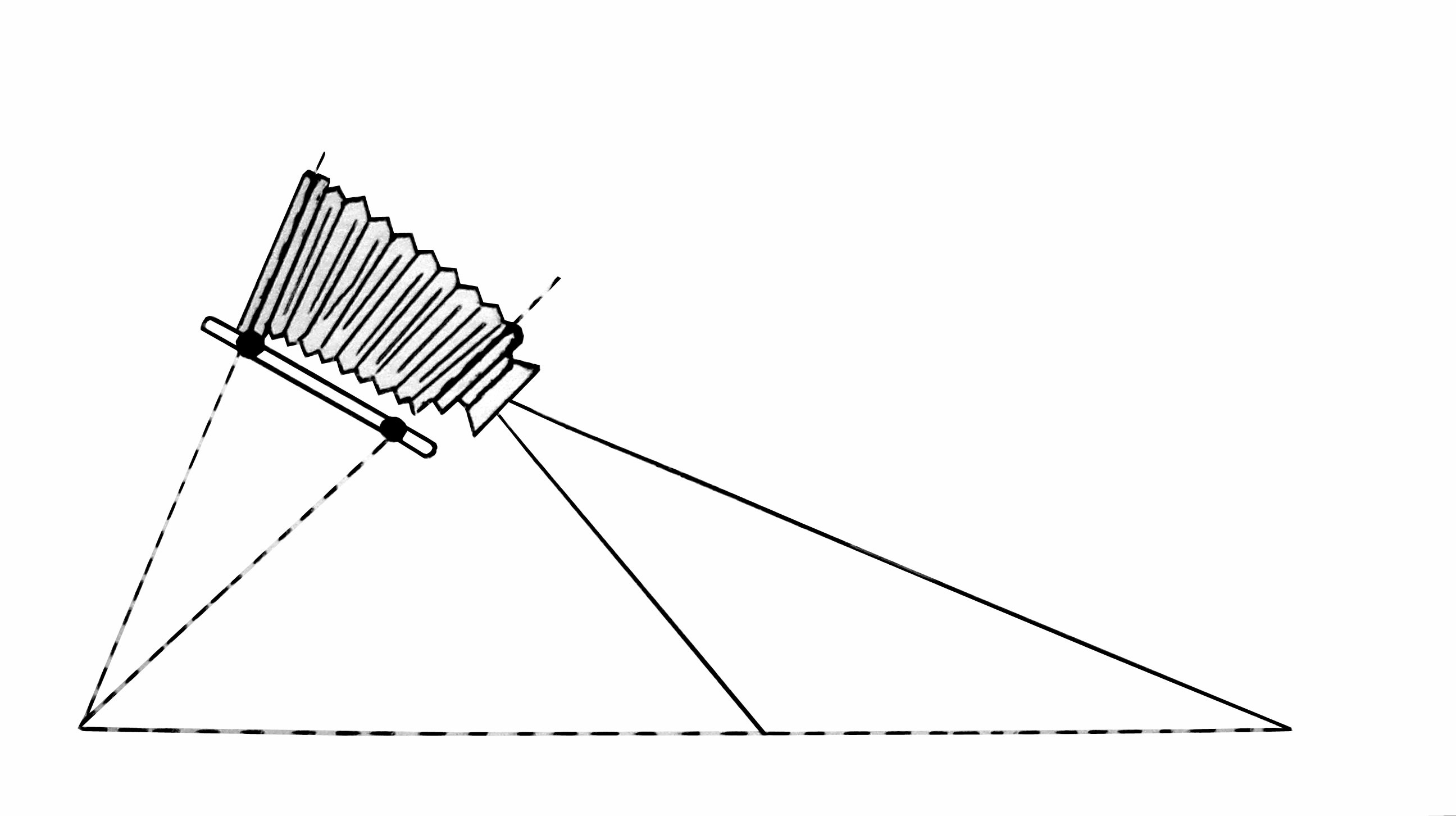
Принцип Шеймпфлюґа

Більшість, але не всі камери великого формату є оглядовими камерами з передньою та задньою сторонами, які називаються «стандартами», і які дозволяють фотографу краще контролювати візуалізацію перспективи та збільшувати видиму глибину різкості. Особливу користь від цієї здатності можна отримати при фотографуванні архітектури та малих предметів зблизька..Передню та задню частину камери можна зміщувати вгору/вниз і вліво/вправо (корисно для архітектурних зображень, де об'єкт зйомки розташований вище за камеру, і створює зображення, де сцена розташована нижче від камери), а також нахиляти як паралельно однієї площини до іншої, так і вліво/вправо, вгору/вниз або з нахилом обох площин; згідно з принципом Шеймпфлюґа. Рухи зміщення та нахилу дають змогу вирішити проблеми зміни глибини різкості, зміни візуалізації перспективи та створення спеціальних ефектів, які були б неможливі за допомогою звичайної камери з фіксованим об’єктивом у фіксованій площині.
Фотографії Анселя Адамса та інших фотографів групи f/64 демонструють, як використання коригувань спереду (площина об’єктива) і ззаду (площина плівки) може забезпечити велику видиму глибину різкості при використанні рухів, доступних на широкоформатних камерах. .

## Користування
Щоб використовувати типову широкоформатну камеру, потрібно виконати ряд дій, що вимагає повільнішого, часто більш споглядального фотографічного стилю. Наприклад, для закладання плівки за допомогою тримачів листової плівки потрібен темний простір для закладання та виймання плівки, як правило, темний мішок для зміни плівки або темна кімната, хоча раніше також використовували попередньо розфасовані контейнери плівки та рулонні касети для плівки великого формату.
Штатив зазвичай використовується для роботи з камерою, але деякі моделі призначені для використання з рук. Ці «технічні камери» мають окремі видошукачі та далекоміри для швидшого використання.
У звичайному широкоформатному фотоапараті сцена компонується на матовому склі камери, а потім перед експозицією на задній панелі камери встановлюється тримач плівки. Деякі фотографи використовують окрему задню частину Polaroid із використанням миттєвої плівки, що дає змогу попередньо переглянути композицію, правильність експозиції та глибину різкості перед тим, як експонувати зображення на плівку для подальшої проявки. Якщо не зробити правильної експозиції та інших налаштувань камери «Polaroid», є ризик виявити помилку аж значно пізніше, під час проявлення плівки.

## Застосування

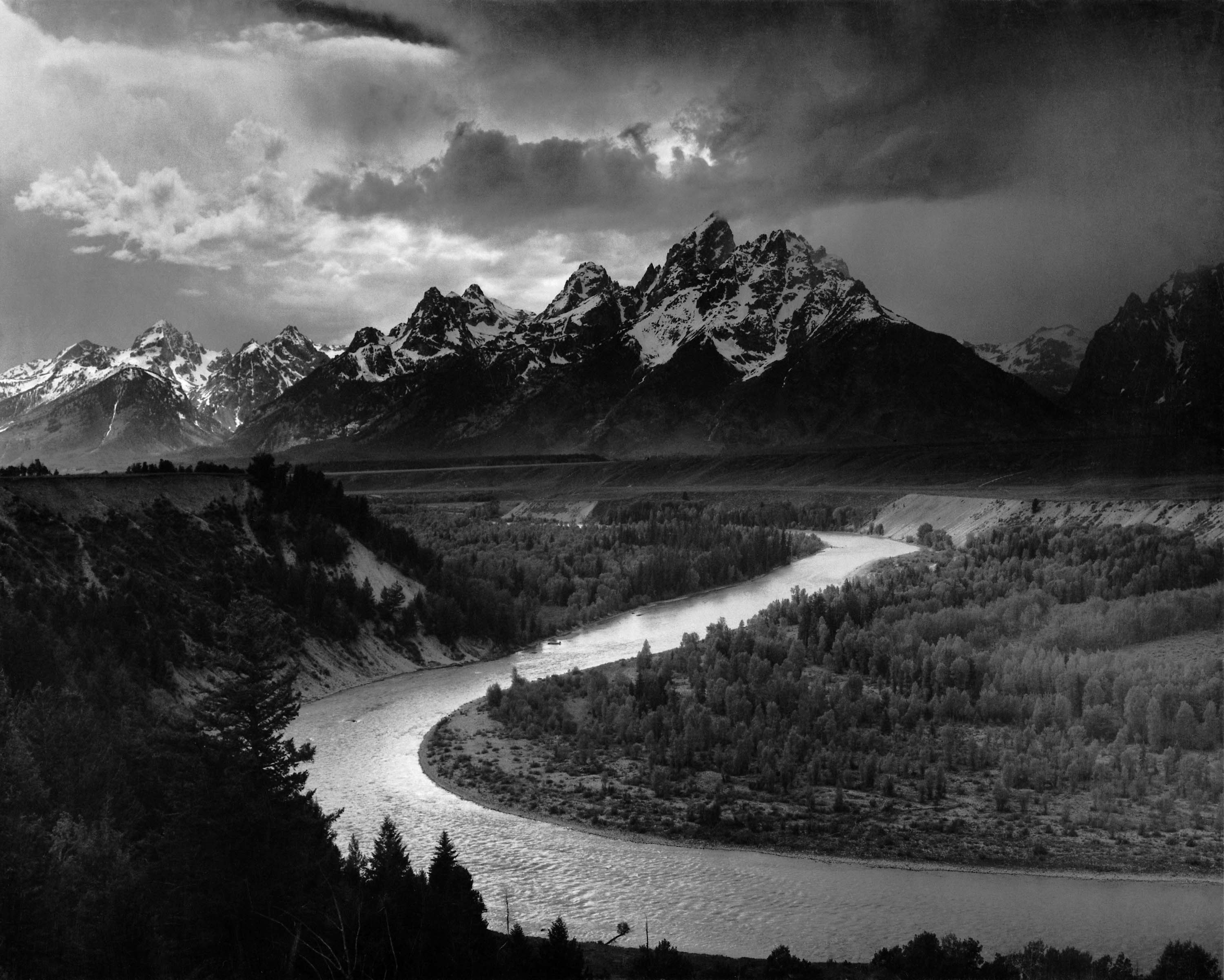
Великоформатна фотографія Анселя Адамса «Тетони та річка Снейк» (1942)

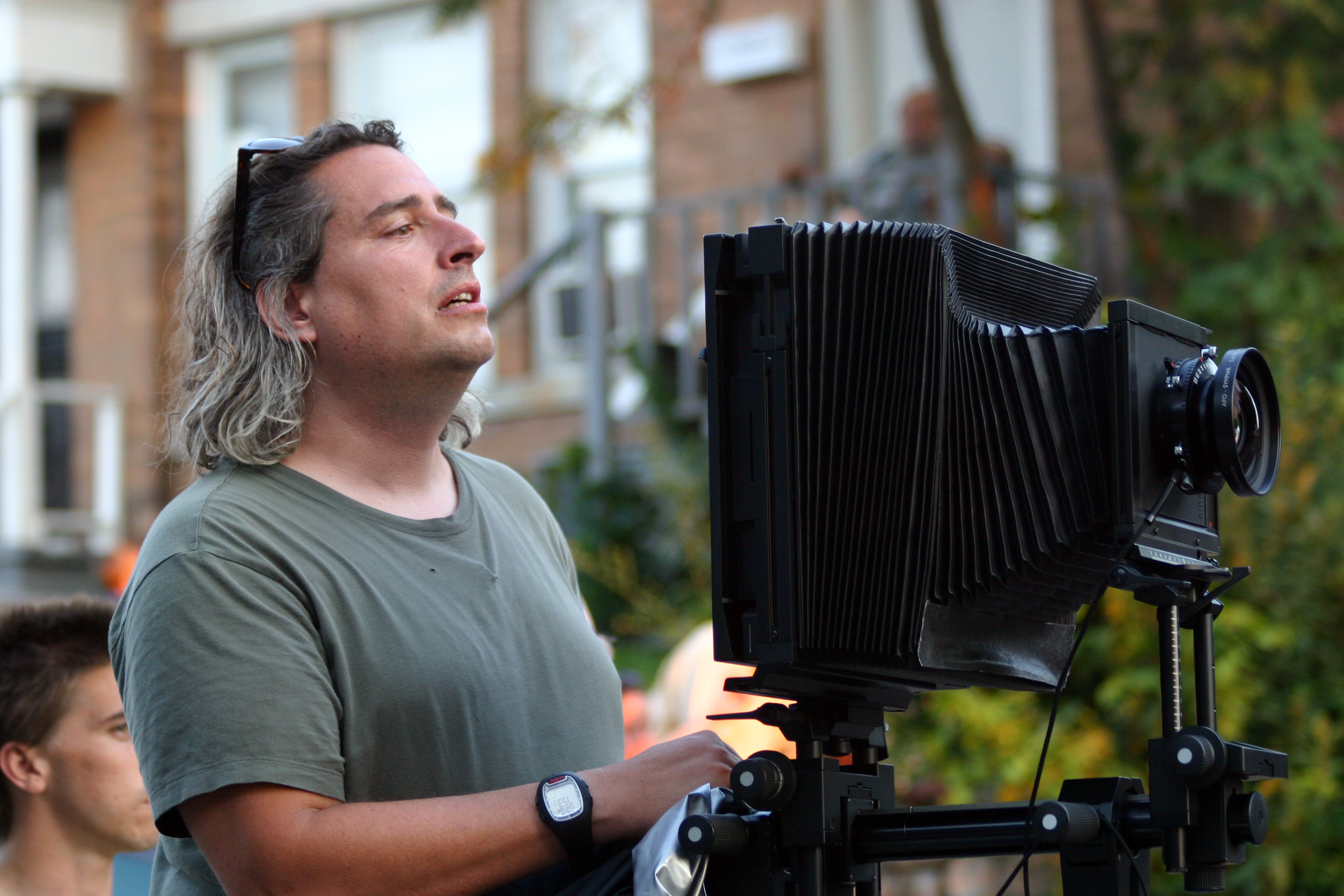
Фотограф Ґреґорі Крюдсон із великоформатною камерою у 2007 році

4×5 дюймовий аркушовий формат плівки був дуже зручним для пресової фотографії, оскільки він дозволяв друкувати прямим контактом на друкованій формі, тому він широко використовувався в прес-камерах. Це робилося навіть у 1940-1950-х роках, навіть із появою більш зручного та компактного середнього формату або 35 мм фотоапаратів з рулонною плівкою, які почали з’являтися в 1930-х роках. 35 мм і середньоформатні дзеркальні фотокамери, які з'явилися в середині 1950-х років, незабаром були прийняті фоторепортерами.
Широкоформатна фотографія не обмежується плівкою; Для великоформатних фотоапаратів доступні великі задні панелі для цифрових камер. Це або цифрові тильні сторони середнього формату, адаптовані для фотоапаратів великого формату (іноді це призводить до обрізання зображень), системи покрокової та повторюваної мультизйомки, або скануючі тильні сторони (які сканують область зображення на зразок планшетного сканера ). Сканування зворотної сторони може зайняти секунди або навіть кілька хвилин, щоб отримати зображення. При використанні пристрою Sinar Macroscan і файлів даних 54H більше 1 виробляється гігабайт даних.
Великий формат, як плівковий, так і цифровий, досі знаходить багато застосувань, таких як пейзажна фотографія, рекламні фотографії, художня фотографія, наукові програми та загалом для зображень, які будуть збільшені до великого збільшення, вимагаючи високого рівня деталізації. Високоякісні відбитки образотворчого мистецтва можуть бути зроблені у розмірах 40x50 дюймів з оригіналу 4×5 дюймів, а для більших негативів — і значно більші.
Бібліотека Конгресу США використовує різноманітні цифрові скани великого формату для «American Memories» (її веб-сайт старих зображень і карт) у поточному форматі JPEG 2000 (який дозволяє швидко створювати невеликі зображення, дистанційно розміщувати мозаїки, дистанційно збільшувати) і старіший MrSID, JPEG і TIFF .
У поліграфічній промисловості дуже великі фіксовані камери також використовувалися для виготовлення великих плівок для підготовки літографічних пластин до того, як були впроваджені методи комп’ютера на плівку та комп’ютера на пластину. Зазвичай вони називаються «процесорними камерами» і складаються з вертикально встановлених моделей для невеликих робіт і горизонтальних блоків, встановлених на рейках для дуже великих робіт, таких як карти і плани.

### Програми документації Служби національних парків
Плівка великого формату також використовується для запису історичних ресурсів для програм документації Служби національних парків . Огляд історичних американських будівель (HABS), Історичний американський інженерна документація (HAER) і Дослідження історичних американських ландшафтів (HALS) вимагають широкоформатної фотоплівки. Формати фільмів великого формату 4 × 5 дюймів, 5 × 7 дюймів і 8 × 10 дюймів є єдиними прийнятними форматами для включення в ці колекції Бібліотеки Конгресу. 4x5 і 5x7, як правило, використовуються в польових умовах (5x7" є кращим для дуже значних будівель), а 8×10" зазвичай використовується для копіювання історичних фотографій, документів і креслень. За допомогою HABS/HAER/HALS будівлі та місця історичного значення записуються широкоформатними камерами та чорно-білою плівкою та з використанням методів, які документують ключові особливості історичного ресурсу з особливою обережністю, щоб не спотворювати ракурси та зображення. Цю випрямлену фотографію можна зробити за допомогою широкоформатних камер, зберігаючи плівку, об’єктив і об’єкт абсолютно паралельними. Камери меншого формату потрібно нахиляти для перегляду високих або низьких об’єктів, але ті самі об’єкти можна зняти, зсуваючи елемент об’єктива широкоформатної камери вгору або вниз, щоб плівка, об’єктив і площини об’єкта були паралельними.
Для HABS, HAER і HALS також потрібна підвищена роздільна здатність широкоформатної плівки. Аркуш 5×7″ плівка має майже вдвічі більшу роздільну здатність, ніж плівка 4×5″, а 4×5″ становить майже 16 разів більше, ніж 35 мм плівкове зображення (24×36 мм). Цей додатковий розмір негативу не тільки дозволяє отримати більше деталей, але й поліестерова плівка великого формату набагато міцніша, ніж ацетатна 35 мм. HABS, HAER і HALS вимагають, щоб усі подання до Бібліотеки Конгресу включали оригінальну плівку (архівно очищену), а також контактні відбитки на волокнистому папері; ці контакти мають той самий розмір, що й плівка, що надсилається, 4 × 5 дюймів, 5 × 7 дюймів або 8 × 10 дюймів, а великий розмір дозволяє людям легко бачити відбитки, тоді як 35 мм контакти були б надто малими і потребували б збільшення.

## Фотографи, знані використанням великого формату
- Ансель Адамс
- Амано Такасі (8×20" і 11×14")
- Ежен Атже
- Річард Аведон
- Tina Barney
- Gabriele Basilico
- Bernd and Hilla Becher
- Маргарет Бурк-Вайт
- Marilyn Bridges
- Richard Bryant
- Christopher Burkett
- Едвард Буртинський
- Clyde Butcher
- Джулія Маргарет Кемерон
- Keith Carter
- Paul Caponigro
- Chuck Close (20×24", 40×80")
- Anne Collier
- Linda Connor
- Gregory Crewdson
- Rineke Dijkstra
- Elsa Dorfman (20"×24")
- William Eggleston
- Mitch Epstein
- Walker Evans
- Andreas Feininger
- Miguel Gómez
- Emmet Gowin
- Peter Gowland
- Timothy Greenfield-Sanders
- Olivier Grunewald
- Guido Guidi (8×10")
- Андреас Ґурскі (5×7")
- Milton Halberstadt
- Charles "Teenie" Harris
- Evelyn Hofer (4×5")
- Юсуф Карш (8×10")
- Seydou Keïta
- Mark Klett
- Nick Knight (8×10")
- An-My Lê (8×10")
- Herman Leonard
- Sze Tsung Leong
- O. Winston Link
- Rodney Lough Jr.
- Janelle Lynch (8x10")
- Sally Mann
- George Masa
- Louis Mendes
- Joel Meyerowitz (8×10")
- Richard Misrach
- Andrea Modica (8x10")
- David Muench
- Nicholas Nixon (8×10")
- Eliot Porter
- Mark Power
- Judith Joy Ross
- Paolo Roversi
- Thomas Ruff
- John Sexton
- Stephen Shore
- Юліус Шульман
- Michael A. Smith (8×10", 8×20" and 18×22")
- Алек Сот
- Joel Sternfeld
- Ezra Stoller
- Пол Стренд
- Thomas Struth
- Hiroshi Sugimoto
- George Tice
- Arthur Tress
- Brian Ulrich
- Jeff Wall
- Peter Watson
- Артур Віджі (4×5")
- William Wegman
- Brett Weston
- Edward Weston

## Зовнішні посилання
- Стандарти та рекомендації HABS/HAER/HALS, веб-сайт Служби національних парків